# Marlboro Grand Prix of Miami 1995
Marlboro Grand Prix of Miami var ett race som var den första deltävlingen i CART World Series 1995. Racet kördes den 5 mars i Bicentennial Park i Miami, Florida. Jacques Villeneuve inledde säsongen med att ta hem sin andra vinst i CART. Maurício Gugelmin slutade tvåa, medan Bobby Rahal tog den sista pallplatsen.

## Slutresultat
| Plats | Förare               | Team                     | Grid | Kvaltid  |
| ----- | -------------------- | ------------------------ | ---- | -------- |
| 1     | Jacques Villeneuve   | Team Green               | 8    | 1.04,257 |
| 2     | Maurício Gugelmin    | PacWest Racing           | 2    | 1.03,635 |
| 3     | Bobby Rahal          | Rahal-Hogan Racing       | 11   | 1.04,585 |
| 4     | Christian Fittipaldi | Walker Racing            | 7    | 1.04,218 |
| 5     | Scott Pruett         | Patrick Racing           | 10   | 1.04,546 |
| 6     | Raul Boesel          | Rahal-Hogan Racing       | 3    | 1.03,689 |
| 7     | Christian Danner     | Project Indy             | 21   | 1.06,115 |
| 8     | Jimmy Vasser         | Chip Ganassi Racing      | 12   | 1.04,603 |
| 9     | Danny Sullivan       | PacWest Racing           | 6    | 1.04,467 |
| 10    | Bryan Herta          | Chip Ganassi Racing      | 20   | 1.05,379 |
| 11    | Adrián Fernández     | Galles Racing            | 17   | 1.04,998 |
| 12    | Dean Hall            | Dick Simon Racing        | 26   | 1.09,715 |
| 13    | Robby Gordon         | Walker Racing            | 14   | 1.04,621 |
| 14    | Eddie Cheever        | A.J. Foyt Enterprises    | 22   | 1.06,548 |
| 15    | Al Unser Jr.         | Marlboro Team Penske     | 9    | 1.04,408 |
| 16    | Teo Fabi             | Forsythe Racing          | 18   | 1.05,218 |
| 17    | Eliseo Salazar       | Dick Simon Racing        | 23   | 1.06,720 |
| 18    | Dennis Vitolo        | Pagan Racing             | 27   | 1.09,774 |
| 19    | Eric Bachelart       | Payton/Coyne Racing      | 24   | 1.07,463 |
| 20    | Michael Andretti     | Newman/Haas Racing       | 1    | 1.03,254 |
| 21    | André Ribeiro        | Tasman Motorsports       | 15   | 1.04,705 |
| 22    | Stefan Johansson     | Bettenhausen Motorsports | 13   | 1.04,614 |
| 23    | Alessandro Zampedri  | Payton/Coyne Racing      | 19   | 1.05,290 |
| 24    | Emerson Fittipaldi   | Marlboro Team Penske     | 16   | 1.04,998 |
| 25    | Gil de Ferran        | Jim Hall Racing          | 4    | 1.03,773 |
| 26    | Hiro Matsushita      | Arciero-Wells Racing     | 25   | 1.08,257 |
| 27    | Paul Tracy           | Newman/Haas Racing       | 5    | 1.03,798 |